# Jean II de Brosse

DeBrosses vapensköld.

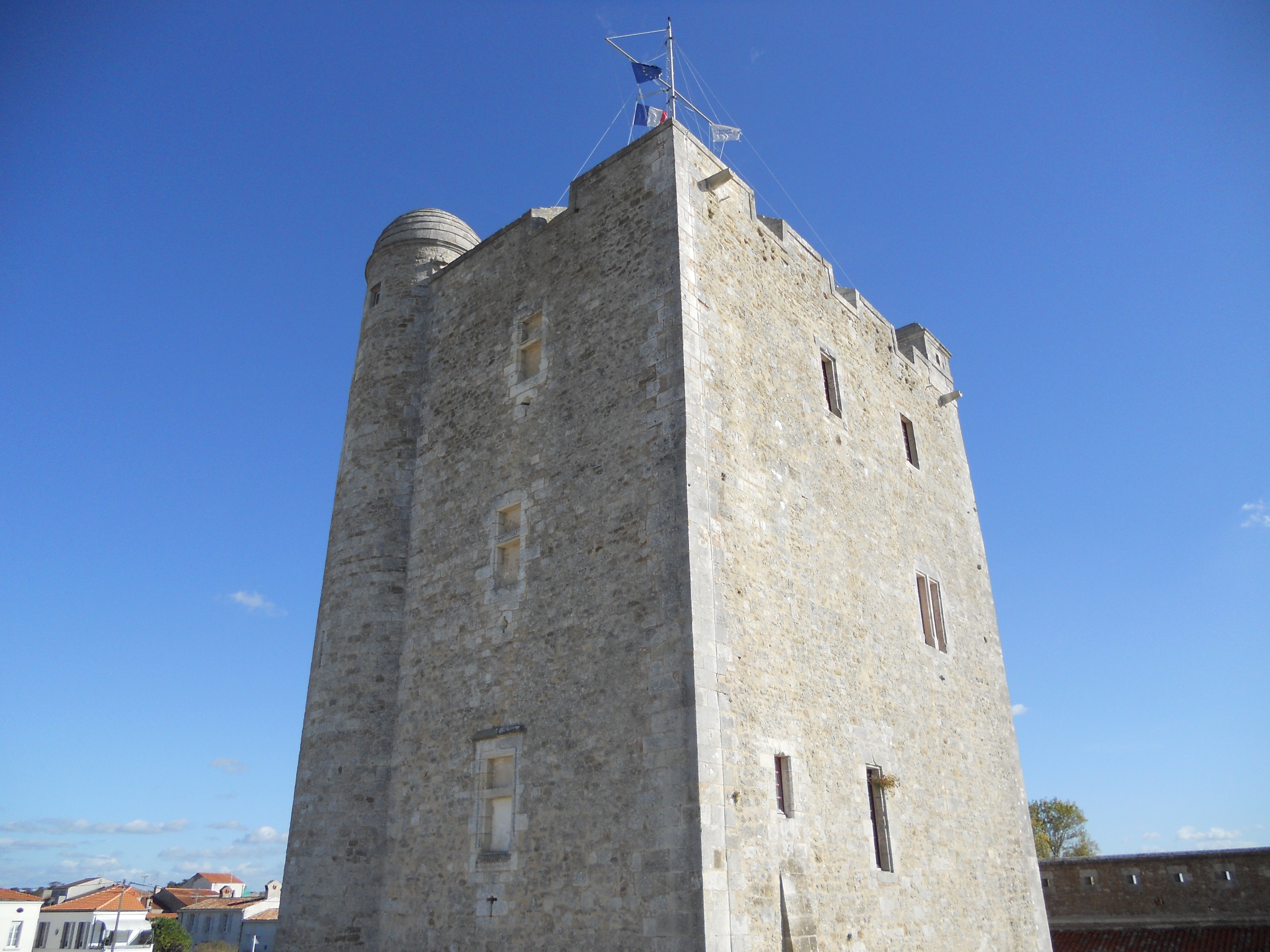
Fouras donjon återuppbyggdes av Jean II de Brosse åren 1480–1490.

Jean II de Brosse, även Jehan II de Brosse, född 1432, död 6 augusti 1482, var äldste son till den franske marskalken Jean de Brosse. Han skulle senare bli den franska kungens kammarherre år 1449. Han gifte sig med Nicole de Blois, som år 1479 genom arv gav honom grevskapet Penthièvre i Bretagne.
Jehan II de Brosse är känd för att ha återuppbyggt donjonen i Fouras mellan åren 1480–1490.

## Barn och Äktenskap
Jean och Nicole fick följande barn :
- Jean III de Brosse (dog år 1502), hans efterträdare
- Pauline de Brosse, gifte sig med Johan II, greve av Nevers
- Claudine de Brosse (1450-1513), gifte sig med Philip II, hertig av Savojen
- Bernard de Brosse, gifte sig med Vilhelm VIII, markis av Montferrat, inga barn
- Helena de Brosse, gifte sig med Boniface III, markis av Montferrat